# Leonardo Rodrigues
Leonardo Daniel Rodrigues, anche noto come Léo Rodrigues (Belo Horizonte, 20 giugno 1978), è un pallavolista brasiliano.